# Kruispoortbruggen
De Kruispoortbruggen zijn twee naast elkaar liggende bruggen in Brugge. Ze liggen ter hoogte van de Kruispoort, tussen het stadscentrum en de deelgemeente Sint-Kruis, en overspannen de Ringvaart.
Beide bruggen zijn eenrichtingsbruggen. De noordelijke brug (Kruispoortbrug II), een basculebrug gelegen aan de Kruispoort zelf, dient voor het verkeer dat het stadscentrum binnenrijdt, en verbindt de Moerkerkse Steenweg met de Langestraat. De zuidelijke brug (Kruispoortbrug I), voor het verkeer dat het centrum uitrijdt, is onderdeel van de N9 en verbindt de Kazernevest met de Maalse Steenweg.
Na een defect werd de zuidelijke brug weggenomen eind 2016. Een tijdelijke nieuwe ophaalbrug werd geplaatst en in gebruik genomen op 10 februari 2018.
De noordelijke brug bestaat voor een klein gedeelte ook uit een vaste boogbrug.

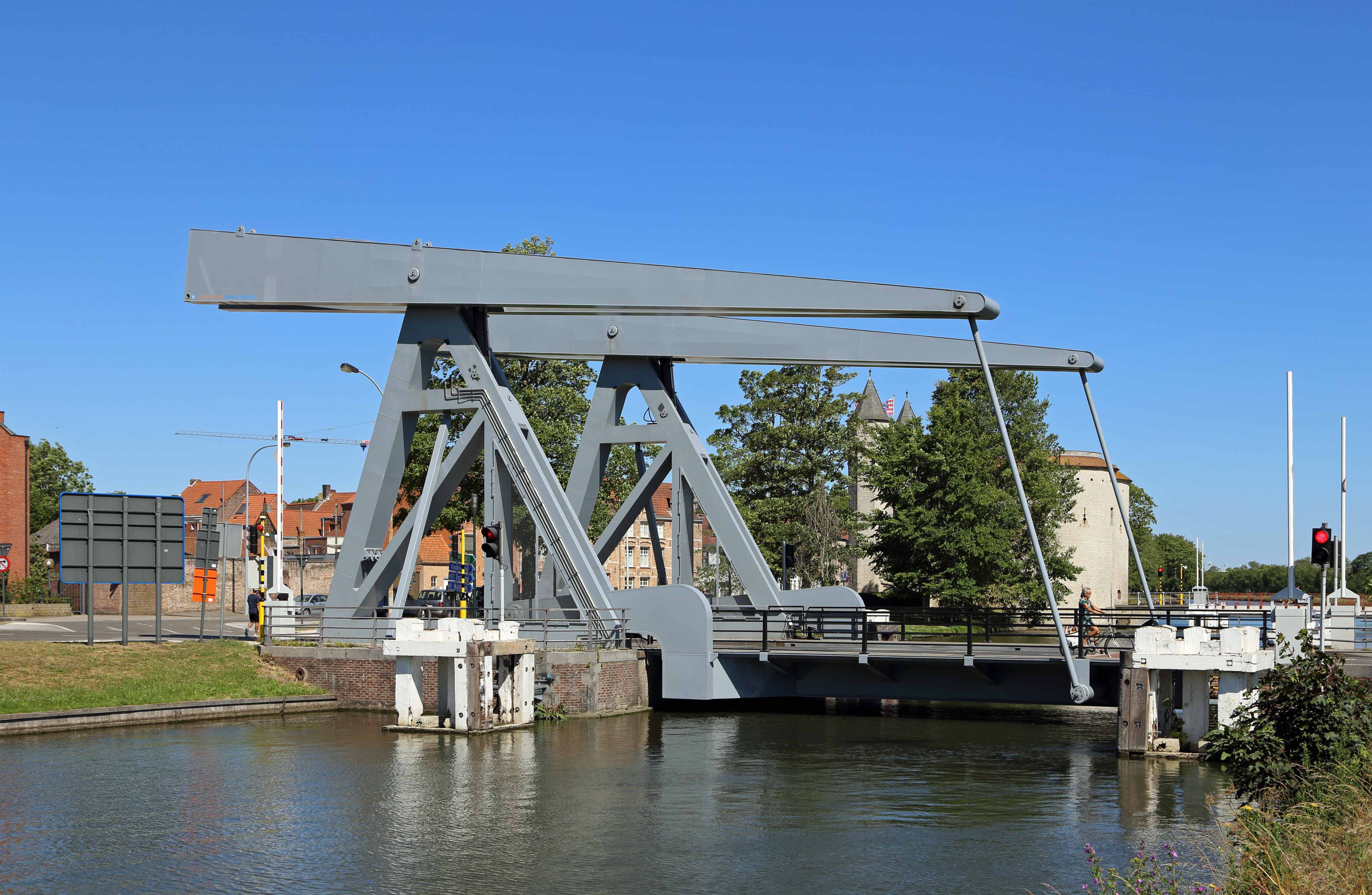
Kruispoortbrug I
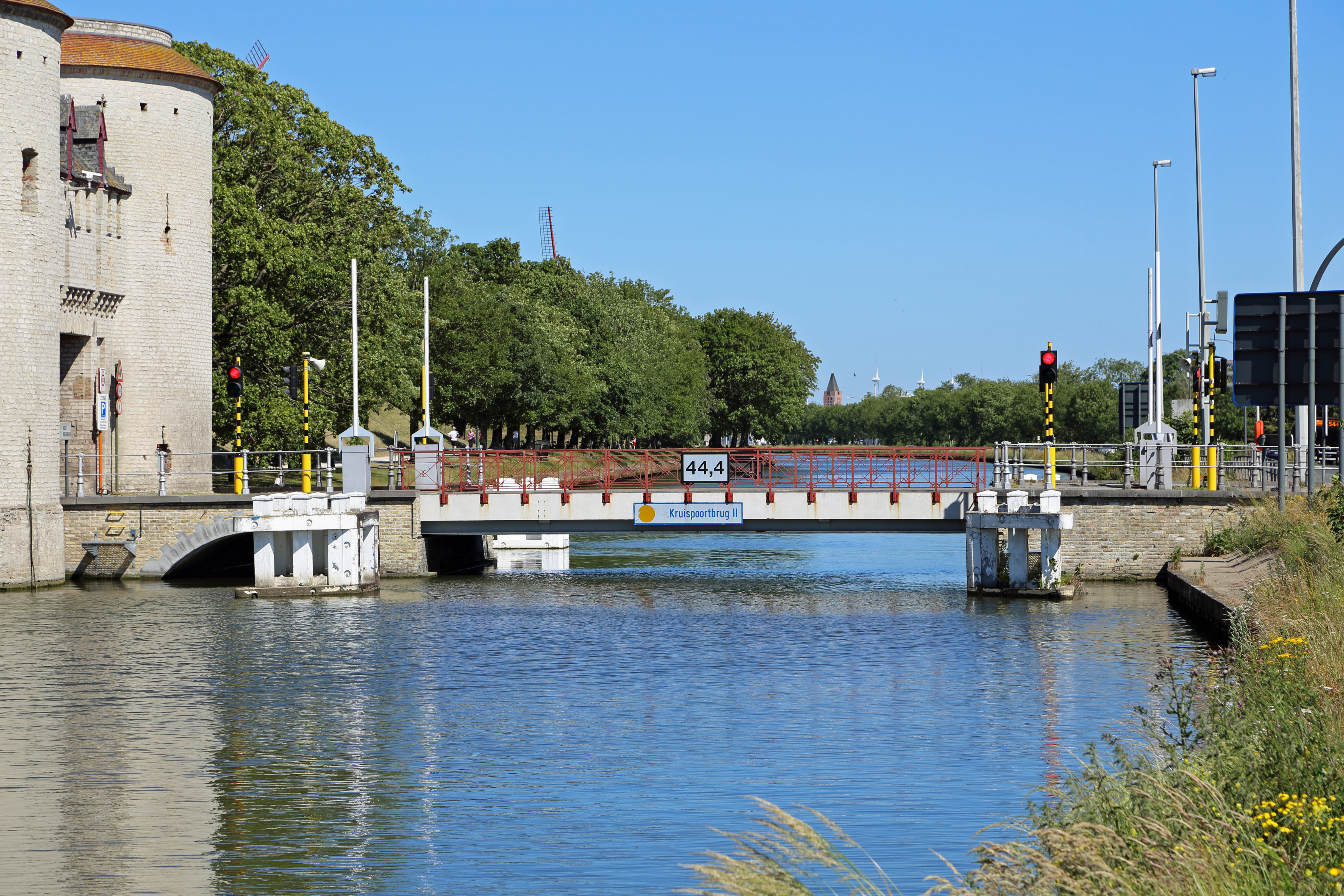
Kruispoortbrug II